# Only Up!
Only Up!은 SCKR 게임스가 개발하고 배급한 2023년 인디 플랫폼 비디오 게임이다. 이 게임은 2023년 5월 24일에 스팀을 통해 출시되었으며 라이브스트리밍 플랫폼 트위치에서 상위 10대 게임 중 하나였다. 온리 업!은 2023년 6월 30일 저작권 자료를 보유했다는 이유로 스팀 마켓플레이스에서 내려갔다. 크리에이티브 2.0으로 알려진 포트나이트용 언리얼 엔진을 사용하였다.

## 게임플레이
온리 업!에서 이 게임은 쓰레기로 뒤덮인 정원에서 시작하며 여기서 플레이어는 주인공 재키(Jackie)를 조정한다. 이 게임은 잭과 콩나무 이야기의 영향을 받았으며, 빈곤 탈출을 위해 일련의 물체들과 플랫폼들을 통과하여 타오르고 점프해야 한다. 플레이어는 자신이 꿈꾸던 것을 실현시키기 위해 우주공간에 도달해야 한다. 플레이어는 캐릭터의 움직임을 통제하는 속도를 늦츨 수 있다. 게임 전반에 체크포인트가 없기 때문에 플레이어는 진행 중에 세이브를 할 수 없다.